# Antonio Veneziano (attore)
Antonio Veneziano (Genova, 11 maggio 1986) è un attore italiano.

## Biografia
Nato a Genova da genitori napoletani comincia a studiare canto sin da giovanissimo con Jenny Sorrenti e Alan Sorrenti. Dopo la maturità classica si diploma all'Accademia teatrale del Teatro stabile privato di Trieste, studiando recitazione con Lidija Kozlovich e Antonio Salines. Segue la sua formazione accademica frequentando la BSMT, scuola di musical diretta da Showna Farrel, dove ha la possibilità di incontrare e studiare canto con professionisti come Lucio Dalla, Faye Neapon e Candace Smith. Successivamente si specializza al corso di Perfezionamento dell'attore di Santa Cristina con Luca Ronconi. Continua la sua formazione frequentando numerosi corsi di perfezionamento presso l’Accademia dei Filodrammatici di Milano, la Biennale di Venezia con Angélica Liddell e il C.U.T di Perugia (scuola dello Stabile dell’Umbria) dove ottiene il diploma di qualifica professionale come attore/performer riconosciuto in Europa.
Affronta poi diversi laboratori con Luciano Travaglino, Sara Taylor, Marsela Serli, Davide Tonutti e Denny Lemmo. Lavora quindi nel 2007 per il Teatro Stabile di Trieste “La Contrada” in Anatol, diretto da Francesco Macedonio, successivamente diventa dipendente del Teatro lirico “Giuseppe Verdi” di Trieste partecipando a numerose produzioni diretto da registi come Gabriele Lavia, Graham Vick, Giulio Ciabatti e Giancarlo Del Monaco. Partecipa a produzioni nazionali come È vietato digiunare in spiaggia - Ritratto di Danilo Dolci di Renato Sarti e la regia di Franco Però con Tetraktis (teatro danza) regia di Cristina Deda Colonna. Nel 2006 con Calderòn di Pier Paolo Pasolini, presso lo Stabile del FVG con la regia di Walter Mramor ottiene il riconoscimento della critica come “attore giovane di sicuro talento”.
Nel 2012 diventa aiuto regista di Luca Ronconi per Pornografia di Gombrovitz che ha debuttato al Festival dei due mondi di Spoleto, l’anno successivo. Nel 2013 è tra i protagonisti dello sceneggiato radiofonico Passioni senza fine di Giuseppe Cossentino nel ruolo di Padre Gabriel. Significativa ed intensa l’esperienza con il Leone d'argento 2014 Angelica Liddell che lo convoca per il ruolo di protagonista nella tournée internazionale dello spettacolo You Are My Destiny - Lo stupro di Lucrezia che ha partecipato ai più grandi festival europei.
Quasi in contemporanea alla carriera teatrale si mette in gioco come doppiatore, speaker radiofonico e conduttore televisivo lavorando anche per emittenti nazionali come HSE24 e QVC approda al cinema, con il film Amore, bugie e calcetto diretto da Luca Lucini nel 2008 e successivamente per la RAI diretto da Luigi Perelli in Un caso di coscienza 5 (2013). Nel 2019 gira un film con Mauro Serio e Ciro Scalera con la regia di Bruno di Marcello Un eretico in corsia nello stesso anno firma la collaborazione con Patrizia Mottola nel film The Mirror che lo vede protagonista.

## Teatro
- L'isola degli idealisti di Giorgio Scerbanenco, con Pino Quartullo. Adattamento e regia di Massimo Navone. produzione Teatro stabile "La Contrada" di Trieste (2022)
- Fake Dante di Massimo Navone. coproduzione dei Teatri del Friuli Venezia Giulia
- O 'Cafè Chantant[4] di e diretto da Giulio Ciabatti. Attore / cantante (2020)
- You Are My Destiny[5] diretto da Angelica Liddell Tour europeo: Théâtre National de Bretagne - Rennes, Théâtre de Liège, Emilia Romagna Teatro Fondazione, Schaubühne am Lehniner Platz, Göteborgs Stadsteater, World Theatre Festival Zagreb, Odéon- Théâtre de l'Europe-Festival d'Automne à Paris, DeSingel Internationale Kunstcampus, Holland Festival - Amsterdam, Comédie de Valence - Centre dramatique national Drôme-Ardèche. (2014- 2015-2016)
- Pornografia di W. Gombrovicz. Assistente alla regia di Luca Ronconi al teatro Santacristina (2013 al festival di Spoleto)
- Anna Bolena[6] sotto la direzione di Graham Vick presso la Fondazione Teatro Lirico Giuseppe Verdi di Trieste (2012)
- Gli incubi del Geko[7] di JL Raharimanana verso Tiziana Bergamaschi, ai Filodrammatici di Milano (2012)
- Salomé[8] con la regia di Gabriele Lavia alla Fondazione Teatro Lirico Giuseppe Verdi di Trieste (2011)
- Francesca da Rimini[9] con la regia di Giancarlo del Monaco presso la Fondazione Teatro Lirico Giuseppe Verdi di Trieste (2011)
- L'uovo di Lou di Sara Perruccio diretto da Giulio Perri (festival di drammaturgia italiana Schegge d'Autore 2010)
- Tetraktis (teatro danza) diretto da Cristina Deda Colonna , direzione musicale di M. Paolo Longo presso la Fondazione Teatro Lirico Giuseppe Verdi di Trieste (2008)
- È vietato digiunare in spiaggia, ritratto di Danilo Dolci[10] di Renato Sarti e regia di Franco Però[11]
- Anatol[12] di Arthur Schnitzler con la regia di Francesco Macedonio , al Teatro Orazio Bobbio di Trieste (2007)
- Un tram che si chiama desiderio di Tennessee Williams con la regia di Marisandra Calacione (2007)
- La valanga dell'autore turco Tuncer Cücenoğlu con la regia di Sabrina Morena.Lettura teatrale con Fulvio Falzarano (2006)
- Calderòn[13] di P. Pasolini, al Teatro Stabile del FVG, adattamento e regia di Walter Mramor (2006)[14]

## Filmografia

### Cinema
- "Il Legionario", regia Hleb Papou, produzione Clemart distribuzione Fandango (2022)
- Amore, bugie & calcetto, regia di Luca Lucini (2007)
- Dov'è l'amore, regia di Umberto del Prete (2010)
- Gennarino Esposito, napoletano, regia di Fabio Massa - cortometraggio (2010)
- Vota Bandier, regia di Domenico Morlando - cortometraggio (2014)
- Come noi, regia di Domenico Morlando - cortometraggio (2014)
- Beyond the Painting, regia di Giulia Savi - cortometraggio (2015)
- Un eretico in corsia, regia di Bruno di Marcello (2020)
- The Mirror, regia di Patrizia Mottola (2020)

### Televisione
- Un caso di coscienza, regia di Luigi Perelli - serie TV (2012)
- Dopo fiction - programma televisivo (2017)
- Alta infedeltà - programma televisivo, 5x12 (2018)
- I bastardi di Pizzofalcone, regia di Monica Vullo (2021)
- La Rosa dell'Istria, regia di Tiziana Aristarco – film TV (2024)

### Pubblicità e telepromozione
- Esperto per il canale televisivo HSE24 (2016-2018)
- Esperto per il canale TV QVC (2012-2013)